# Communauté de communes du Val de l'Ailette
La Communauté de communes du Val de l'Ailette est une ancienne structure intercommunale française, située dans le département de l'Aisne.

## Historique
Par l'arrêté préfectoral n°2016-1080 du 15 décembre 2016, la communauté de communes du Val de l'Ailette est dissoute le 31 décembre 2016 pour fusionner le 1er janvier 2017 avec la communauté de communes des Vallons d'Anizy, sans les communes de Bichancourt, de Manicamp et de Quierzy, afin de former la communauté de communes Picardie des Châteaux. Les communes de Bichancourt, de Manicamp et de Quierzy rejoignent la nouvelle communauté d'agglomération Chauny-Tergnier-La Fère.

## Administration

### Composition
Elle était composée des 26 communes suivantes :
| Nom                                | Code Insee | Gentilé             | Superficie (km2) | Population (dernière pop. légale) | Densité (hab./km2) |
| ---------------------------------- | ---------- | ------------------- | ---------------- | --------------------------------- | ------------------ |
| Coucy-le-Château-Auffrique (siège) | 02217      | Coucyssois          | 11,46            | 1 041 (2014)                      | 91                 |
| Barisis-aux-Bois                   | 02049      | Barisiens           | 15,11            | 739 (2013)                        | 49                 |
| Besmé                              | 02078      | Besméens            | 2,66             | 152 (2014)                        | 57                 |
| Bichancourt                        | 02086      | Bichancourtois      | 7,73             | 1 076 (2014)                      | 139                |
| Blérancourt                        | 02093      | Blérancourtois      | 10,80            | 1 231 (2014)                      | 114                |
| Bourguignon-sous-Coucy             | 02107      | Bourguignons        | 2,80             | 101 (2014)                        | 36                 |
| Camelin                            | 02140      | Camelinois          | 9,15             | 455 (2014)                        | 50                 |
| Champs                             | 02159      | Champésiens         | 9,16             | 284 (2014)                        | 31                 |
| Coucy-la-Ville                     | 02219      | Coucyssiens         | 6,11             | 212 (2014)                        | 35                 |
| Crécy-au-Mont                      | 02236      |                     | 11,83            | 339 (2014)                        | 29                 |
| Folembray                          | 02318      | Folembraysiens      | 8,85             | 1 414 (2014)                      | 160                |
| Fresnes-sous-Coucy                 | 02333      | Fresnois            | 7,30             | 159 (2014)                        | 22                 |
| Guny                               | 02363      | Gunyacois           | 9,32             | 431 (2014)                        | 46                 |
| Jumencourt                         | 02395      | Jumencourtois       | 6,20             | 158 (2014)                        | 25                 |
| Landricourt                        | 02406      | Landricourtois      | 5,83             | 139 (2014)                        | 24                 |
| Leuilly-sous-Coucy                 | 02423      | Leuillois           | 12,69            | 393 (2014)                        | 31                 |
| Manicamp                           | 02456      | Manicampois         | 10,24            | 321 (2014)                        | 31                 |
| Pont-Saint-Mard                    | 02616      | Saint-Mard-Pontains | 6,79             | 194 (2014)                        | 29                 |
| Quierzy                            | 02631      | Cheriziens          | 8,09             | 428 (2014)                        | 53                 |
| Quincy-Basse                       | 02632      | Quinciacois         | 3,87             | 61 (2014)                         | 16                 |
| Saint-Aubin                        | 02671      | Saint-Aubinois      | 8,36             | 311 (2014)                        | 37                 |
| Saint-Paul-aux-Bois                | 02686      | Saint-Paulois       | 11,13            | 394 (2014)                        | 35                 |
| Selens                             | 02704      | Selensois           | 7,65             | 245 (2014)                        | 32                 |
| Septvaux                           | 02707      | Septvaliens         | 8,56             | 158 (2014)                        | 18                 |
| Trosly-Loire                       | 02750      | Troslysiens         | 15,21            | 609 (2014)                        | 40                 |
| Verneuil-sous-Coucy                | 02786      | Verneuillois        | 4,58             | 127 (2014)                        | 28                 |

### Compétences
La Communauté de communes du Val de l’Ailette est un établissement public de coopération intercommunale (EPCI) instituée par la loi d’orientation du 6 février 1992. Créée le 22 décembre 1997 par 16 communes, elle se compose aujourd’hui de 19 communes. Ces 19 communes ont pour but de s’associer au sein du territoire du Val de l’Ailette pour élaborer ensemble des projets de développement et d’aménagement du territoire. Elle exerce ses compétences dans des domaines très variés : scolaire, enfance et jeunesse, déchets, assainissement non collectif, habitat, aménagement du territoire et tourisme. Elle gère la Ribambelle (la crèche situé à Verneuil-sous-Coucy), le RAM (Relais Assistantes Maternelles à Folembray), la déchetterie situé aux Michettes ainsi que les écoles du territoire.

#### Les compétences obligatoires
- Aménagement de l’espace : élaboration et suivi du schéma de cohérence et d’orientation territoriale (SCOT), définition des zones de développement éolien (ZDE), suivi de la charte de pays et création de réserves foncières, création de zones d’aménagement concerté (ZAC), numérisation des plans cadastraux des communes.
- Actions de développement économique : Soutien au développement du commerce, de l’artisanat (Fidarco) et de l’agriculture, réalisation d’actions en faveur des demandeurs d’emplois et de l’insertion professionnelle (financement  de la maison de l’emploi et de la formation, de la mission locale, du pôle d’aménagement et de développement économique : PADE de Chauny).

#### Les compétences optionnelles
- Protection et de la mise en valeur de l’environnement : gestion des services des déchets et de l’assainissement non collectif (ANC), balisage et entretien des circuits de randonnée d’intérêt communautaire (6 chemins sont aujourd’hui rentrés dans ce dispositif)
- Politique du logement et du cadre de vie : réalisation du programme local de l'habitat (PLH) et des opérations programmées de l’amélioration de l’habitat (OPAH).
- Construction, entretien et fonctionnement d’équipements culturels et sportifs et  d’équipement de l’enseignement pré-élémentaire et élémentaire.
- Développement et aménagement sportif de l'espace communautaire (construction, aménagement, entretien et gestion des équipements sportifs d'intérêt communautaire : gymnase de Coucy-le-Château-Auffrique).

#### Les compétences facultatives
- Les sentiers et circuits de randonnées : aménagement de sentiers et circuits à thème d’intérêt communautaire : création, entretien (débroussaillage et élagage) et signalisation.
- Scolaire et périscolaire : fonctionnement et investissement du service aux écoles, acquisition de mobilier et de fournitures, petit matériel, prise en charge des dépenses de piscine, de consommation eau, électricité, combustibles, recrutement et gestion des personnels de service de maternelle et élémentaires, et du personnel chargé de l’attente et /ou accompagnement de cars, recrutement et gestion des agents territoriaux des écoles maternelles, sorties scolaires, fonctionnement et investissement du service de la restauration scolaire, validation de la scolarisation des enfants dans les établissements du territoire selon les conditions d’accueil : places disponibles, réglementation, organisation du service d’accueil minimum en liaison avec les communes, étude générale relative au fonctionnement ou à la structuration de l’activité scolaire sur le territoire.
- Service à la famille : Mise en œuvre du contrat CAF petite enfance et enfance, création, entretien et gestion du point multi-accueil « la Ribambelle », mise en place et gestion d’un relais d’assistantes maternelles, centre de loisirs sans hébergement, toute étude nécessaire à l’organisation et au développement de l’activité enfance et petite enfance sur le territoire.
- Tourisme : Élaboration et mise en œuvre d’une politique locale du tourisme et de plans locaux de développement touristique comme le développement et la promotion d’un tourisme vert et de loisirs, nature, en soutenant notamment la création de la Voie verte et en développant la pratique de la randonnée sur le territoire ; le montage de projets et la mise en place d’animations nouvelles ayant un intérêt communautaire et visant à dynamiser le territoire intercommunal et à proposer une offre touristique régulière ; l'assistance et le conseil aux porteurs de projets dans le but de développer l’hébergement et l’offre de loisirs ; La structuration, l’organisation et la qualification de l’offre présente sur le territoire intercommunal) ; la coordination des acteurs locaux liés au tourisme (professionnels, associations…) ; la communication et promotion des projets et animations portés par le Val de l’Ailette; Collecte de la taxe de séjour ; soutien financier à l’office de tourisme existant ; réflexion autour de la création d’un office de tourisme inter-communautaire.

## Historique
Créée le 22 décembre 1997, la Communauté de Communes du Val de l’Ailette regroupe aujourd’hui 19 communes.  D’une superficie de 171 km2, elle abrite une population de 8 647 habitants composant environ 3800 foyers. Elle a pour objectif de mutualiser l’ensemble des moyens dont dispose le territoire afin de développer des projets communs visant à améliorer l’attractivité du territoire.
On compte sur le territoire : 1 commune de plus de 1 500 habitants (Folembray), 1 commune entre 1 000 et 1 500 habitants (Coucy-le-Château), 3 communes entre 500 et 1 000 habitants (Bichancourt, Barisis-aux-Bois, Trosly-Loire), 14 Communes en dessous de 500 habitants.
Le Val de l'Ailette fait partie du Syndicat Mixte du Pays Chaunois tout comme la Communauté de Communes de Chauny-Tergnier et la Communauté de Communes des Villes d’Oyse ; et les communes de Besmé, Blérancourt, Bourguignon-sous-Coucy, Camelin, Fresnes, Manicamp, Pierremande, Quierzy et Courbes. Le Syndicat Mixte du pays Chaunois a été créé le 30 mai 2006 et a 67 636 habitants pour population totale du groupement.  D’une part, le Syndicat élabore, approuve, révise, modifie et met à jour le schéma de cohérence territoriale (SCOT). Il définit également les grandes orientations du développement et de l’aménagement du territoire. D’autre part, il assure le suivi et l’exécution des actions et opérations programmées dans le cadre des grandes contractualisations territoriales. Enfin, il coordonne les financements, les subventions et les dotations liés aux procédures et conventions relevant du périmètre de pays.

### Liste des présidents
| Période                                  | Période          | Identité        | Étiquette | Qualité                   |
| ---------------------------------------- | ---------------- | --------------- | --------- | ------------------------- |
| Les données manquantes sont à compléter. |                  |                 |           |                           |
| 2008                                     | 2014             | Thierry Lemoine | DVG       | Maire de Trosly-Loire     |
| avril 2014                               | 31 décembre 2016 | François Bobo   |           | Maire de Barisis-aux-Bois |

## Démographie
| 1968   | 1975   | 1982   | 1990   | 1999   | 2006   | 2011   | 2012   |
| ------ | ------ | ------ | ------ | ------ | ------ | ------ | ------ |
| 10 569 | 10 424 | 10 618 | 10 787 | 10 662 | 11 024 | 11 201 | 11 177 |